# Freycinetia pycnophylla
Freycinetia pycnophylla är en enhjärtbladig växtart som beskrevs av Hermann Maximilian Carl Ludwig Friedrich zu Solms-Laubach. Freycinetia pycnophylla ingår i släktet Freycinetia och familjen Pandanaceae.
Artens utbredningsområde är Sri Lanka. Inga underarter finns listade.